# أماندا هوبكينسون
أماندا هوبكينسون (بالإنجليزية: Amanda Hopkinson)‏ هي كاتِبة ومترجمة بريطانية، ولدت في 1948.